# Anna Maria Lasinsky
Anna-Maria Lasinsky, geborene Knapp (* 8. März 1782 in Heidelberg; † 19. Juni 1839 in Koblenz), war eine deutsche Dichterin der Romantik.

## Leben
Lasinsky war die Großnichte des Vizekanzlers des Herzogtums Jülich-Berg, Georg Joseph von Knapp. Sie war mit dem polnisch-deutschen Adeligen Friedrich-Karl von Lasinsky (Karol-Fryderyk Leszczyński) verheiratet und hatte mit ihm zwei Söhne, die beide bekannte Maler wurden, August Gustav Lasinsky und Johann Adolf Lasinsky. Ihr Mann Friedrich Karl entstammte einer litauischen Seitenlinie des polnischen Geschlechts Leszczyński, war zuvor Kassenrendant am Hof Stanislaus’ II. August Poniatowski in Warschau und kam nach dessen Abdankung nach dem Kościuszko-Aufstand, der Dritten Teilung Polens 1794, dem Scheitern der Reformbewegung und der zunehmenden Hegemonie Russlands im Jahre 1795 nach Preußen, wo er zunächst im französisch besetzten und demokratisch gesinnten Mainz (Mainzer Republik) siedelte, seinen Namen eindeutschen ließ und sich der demokratischen Bewegung anschloss. Zuvor hatte er im Zuge der Aufstände und geopolitischen Umbrüche das Gutshaus und die Güter seiner Familie bei Gmina Baranów Sandomierski im Karpatenvorland aufgegeben. 1809 war er „berittener Einnehmer der indirekten Steuern“ des Kantons Simmern im französischen Rhein-Mosel-Departement.
Das Ehepaar legte im Zuge der Besetzung durch französische Revolutionstrupps ihre Titel ab und zogen sich in ein familienbezogenes Leben zurück, in der die freigeistig-künstlerische und gemäßigt-religiöse Erziehung im Sinne einer naturromantisch gestimmten bürgerlichen Aufklärung eine wichtige Stellung einnahm. Abzulesen ist diese gelebte Haltung in einigen ihrer Gedichte, z. B. Meinem Gatten an seinem 41ten Geburtstag/Gleite sanft hin Bach! an dem grünen Ufer,/Wo der Reb-Stock prangt in der höchsten Fülle,/Weck’ ihn rieselnd uns aus des Schlummers Fessel,/Freude dem Vater!/Seinem Fest ertönt nun ihr Wonnelieder!/An dem Haus-Altar, in dem Kinder-Kreise,/Weithin hallt! wir freu’n uns des guten Vaters/Heil’gen Geburtstag./Möge viele Jahr’ dich beglücken Wonne!/Dich umschweben Freud’ in den künft’gen Tagen,/Mehr, denn einst geschah in den frühern Horen,/Bester der Väter!/Dir itzt winden wir um die Schläfe, Theur’ster!/Blumen, hehren Schmuck, die wir längst gepfleget,/Daß sie zierten dich an des hohen Tages/Festlicher Feier./Und es blüh’n auch dir diese jungen Zweige!/Früchte spenden einst zu der höchsten Labung,/Wann das Silber-Haar deinem Haupt entwallet,/Krone des Alters.
Anna Maria gründete 1822 zusammen mit dem Koblenzer Kaufmann Anton Ignaz Dotzler (vmtl. als stiller Teilhaber) die erste von einer Frau geleitete Steingutfabrik auf preußischem Boden in Güls bei Koblenz, die Fayence- und Steingutfabrik Güls Lasinsky-Dotzler. Mitte August 1822 erschien folgende Anzeige: „Indem ich ergebenst anzeige, daß meine in Gülz 3⁄4 Stunde von hier errichtete Steingut-Fabrique in Thätigkeit gesetzt ist, bemerke ich, daß die bereits fabrizirte Waare, sowohl an Schönheit, als an Güte dem englischen gleich kommt, und vorzüglich seine Haltbarkeit auf dem Feuer bewährt, die mit den billigsten Preisen verbunden, wird mich in den Stand setzen, die Zufriedenheit aller derjenigen zu erlangen, die mich mit ihrem freundlichen Zuspruch beehren. Coblenz, den 3. August 1822, Anna Maria Lasinsky.“
Eine Ausgabe ihrer Liebes- und Naturlyrik erschien 1827 in Koblenz bei dem befreundeten französischen Verleger Pierre Bernard Francois Hériot, der mit den Revolutionstruppen nach Deutschland gekommen war.

## Werke
- Gedichte von A. M. Lasinsky, geborene von Knapp, Koblenz 1827 (B. Hériot)